# Marc Morgan
Pour les articles homonymes, voir Morgan.
 (octobre 2020).
Il peut être nécessaire de l'améliorer pour respecter le principe de neutralité de point de vue. Veuillez consulter la page de discussion pour plus de détails.

Marc Morgan, né Marc Wathieu, né le 30 avril 1962 à Huy (province de Liège) et mort le 10 janvier 2020, est un auteur-compositeur-interprète et enseignant belge.
Découvert par Yves Bigot et Philippe Poustis, il est connu pour sa pop et en particulier pour le titre Notre mystère, nos retrouvailles, classé au Top 50 français fin 1993.

## Biographie
Marc Wathieu naît le 30 avril 1962 à Huy,. Il étudie le graphisme à l'École supérieure des arts Saint-Luc de Liège. 

### Débuts
Marc Wathieu, musicien autodidacte fonde avec son frère Étienne le groupe Objectif Lune en 1979. Après une démo restée inédite et une trentaine de concerts en région liégeoise, il rejoint en 1982 Les Révérends du prince Albert, groupe de twisteurs iconoclastes et ironiques. Avec eux, il enregistre l'album Ah ! quel massacre ! produit par Sylvain Vanholme, fondateur du groupe Wallace Collection. C'est un succès : 10 000 exemplaires vendus et plus de 150 concerts, majoritairement en Belgique francophone.

### Les Tricheurs
En 1988, Marc Wathieu fonde le groupe Les Tricheurs, remarqué notamment par Rudy Léonet (alors animateur sur Radio 21) et Marc Thonon (futur patron du label Atmosphériques, officiant alors chez Virgin). Les Tricheurs sortent dès 1989 une poignée de singles (dont Le Jour J, joli tube radiophonique en Belgique) et un unique album (Tendez vos lèvres) chez Virgin Belgique, produit par Alain Debaisieux. À noter la participation d'Édith Fambuena du groupe Les Valentins aux guitares sur quelques titres. Bénéficiant d'un accueil médiatique très enthousiaste, les Tricheurs écument les scènes belges et francophones (France, Suisse, Louisiane). Le groupe s'effiloche cependant en 1992.

### En solo
Fraîchement arrivé à Paris, Marc Morgan entame en 1993 une carrière solo sous la houlette de Yves Bigot et de son nouveau label Fnac Music dont Philippe Poustis assure la direction artistique. Son premier album Un cygne sur l'Orénoque produit par Phil Delire est perçu comme pop, intemporel, simple et efficace. Le titre Notre mystère, nos retrouvailles lui vaudra un succès médiatique aussi large qu'inattendu et marquera le début d'une série de concerts en France avec Marco le Gaucher à la basse (notamment en première partie d'une longue tournée du groupe Les Innocents), puis en Belgique, au Canada, en Suisse et en Louisiane. Simultanément, Marc Morgan participe au groupe La Variété fondé par Rudy Léonet, avec qui il cosigne les chansons de l'album Je déteste la variété (Rosebud/Barclay, 1993).
En 1996, suivant Yves Bigot sur le label Mercury, Marc Morgan publie Les Grands Espaces, deuxième album produit par Phil Delire dont seront extraits les singles Au train où vont les choses et Capable de tout. À noter également une reprise du titre Bruxelles de Dick Annegarn, figurant déjà au répertoire des Tricheurs. Il reprend son activité scénique (concerts en France et Belgique, Francofolies de Spa, Festival d'été de Québec, premières parties de Jean-Louis Murat en Belgique ou du groupe Indochine à la Cigale à Paris).
En 2001, Marc Morgan publie en Belgique l'album Les Parallèles se rejoignent réalisé à Cournon-d'Auvergne avec Denis Clavaizolle (complice de Jean-Louis Murat) et suivi d'une tournée belge et de quelques concerts à l'étranger (notamment au Festival international de Louisiane à Lafayette et aux Francofolies de Montréal). Salué par la critique belge, Les Parallèles se rejoignent reste cependant inédit en France.
En 2011, Marc Morgan enregistre à Berlin l'album Beaucoup vite loin sous le nom de Marc Morgan et les Obstacles (groupe composé de Jérôme Mardaga, Calo Marotta et Jérôme Danthinne) et donne une série de concerts en Belgique (notamment aux Francofolies de Spa).

### Auteur et compositeur
Comme auteur et/ou compositeur, Marc Morgan a écrit des chansons pour Sylvie Vartan, Dick Rivers, Jeff Bodart, La Variété, Miam Monster Miam et Benjamin Schoos, Mademoiselle Nineteen ou le groupe corse Soledonna.

### Guitariste
Comme guitariste, on lui doit des collaborations - en studio ou sur scène - avec le groupe La Variété, Miam Monster Miam et Benjamin Schoos, Lio, Sophie Galet, Jacques Duvall, Marie France, Lætitia Sadier, Juan d'Oultremont, Mademoiselle Nineteen, Soledonna, Lizzy Ling ou Damo Suzuki. Il est également guitariste du groupe The Loved Drones aux côtés de Jampur Fraize, Brian Carney, Benjamin Schoos, Pascal Schyns et Jérôme Danthinne.

### Recherche et design sonore
En marge de l’industrie du disque, il explore dès 2003 de nouvelles pistes musicales en collaboration avec le collectif d'artistes LAb(au) (en) pour la musique de la performance interactive Man In eSPACE.mov ou le son de l'installation interactive 12m4s.
En 2006, il réalise l'identité sonore de la chaîne de télévision publique de la Communauté française de Belgique, La Une.

### Freaksville Records et Radio Rectangle
Sous l'impulsion de Benjamin Schoos, Marc Morgan réapparaît en 2007 au sein du groupe Phantom, aux côtés de Miam Monster Miam et de Jacques Duvall, pour des  concerts (Belgique, France, Allemagne, Royaume-Uni) et des enregistrements avec notamment Marie France, Lio, Lætitia Sadier, Juan d'Oultremont sur le label indépendant Freaksville Records, fondé en 2006 par Benjamin Schoos et Jacques Duvall, et dont il est membre actif.
En 2012, Marc Morgan est cofondateur avec Benjamin Schoos et Freaksville Records de Radio Rectangle, une webradio belge diffusant des podcasts quotidiens consacrés à la musique pop sous toutes ses formes, et plus largement aux cultures pop et alternatives qui en découlent. En 2013, Marc Morgan fonde également avec Benjamin Schoos et Pascal Schyns la société de production et d'édition musicale Freaksville Publishing SPRL[réf. nécessaire]. Il réalise notamment l'habillage sonore et y produit l'émission mensuelle Hobby (« Une plongée en apnée dans les grands fonds de la chanson en français »).
Il réalise également l'émission Fume, c'est du belge de Jacques de Pierpont : Majoritairement issus de la scène musicale belge, les podcasteurs et animateurs de Radio Rectangle réalisent des magazines, des mixtapes ou des séries radiophoniques. Parmi eux, on retrouve notamment de nombreux musiciens et artistes (entre autres Fabrice Lig, l'Enfant Pavé (membre du groupe Starflam), Jean de Lacoste, Christophe Danthinne (leader du groupe Showstar), Benjamin Schoos, Jampur Fraize ou encore Mademoiselle Nineteen) mais aussi des journalistes (Jacques de Pierpont, Dick Tomasovic, Pierre Mikaïloff) et des activistes pop tels que DJeromebosch (alias Claude Milan, agitateur musical bruxellois bien connu), Jean-Emmanuel Deluxe (auteur de nombreux ouvrages sur la culture pop et patron du label Martyrs of Pop) ou Frédéric Cotton (organisateur du festival Trolls et Légendes à Mons, des Fantastique Nights et des soirées Club New Wave à Bruxelles). Depuis 2014, Radio Rectangle bénéficie également de la collaboration d'une vingtaine de rédacteurs assurant la publication d'articles, d'éditoriaux et d'informations thématiques.

### Autres activités
En bande dessinée, il réalise seul et sous son nom le court récit de 4 planches intitulé : Bar de la morue pour l'éphémère revue polar Ice Crim's en 1984.
Ses activités professionnelles oscillent entre la musique et la communication visuelle. Il est également professeur à l'École de recherche graphique de Bruxelles, à l'École supérieure des arts Le 75 de Woluwe-Saint-Lambert et à la Haute École Albert Jacquard de Namur.

### Décès
Le 10 janvier 2020 est annoncé son décès à l'âge de 57 ans à son domicile.

### Vie privée
Marc Morgan est le père de Juliette et Maxime Wathieu, tous deux musiciens, la première sous le pseudonyme de Mademoiselle Nineteen, le second membre du groupe The Mash.

### Podcasts
- Podcasts de Hobby sur Radio Rectangle

### Vidéographie
- [vidéo] « Fast Forward : Marc Morgan », sur YouTube, portrait de Marc Morgan réalisé par Marc Dixon et diffusé en 2001 sur Canal+ Belgique dans l'émission Fast Forward.